# Pro-mia
 (décembre 2013).
Le mouvement pro-mia — équivalent boulimique du mouvement pro-ana — est un mouvement faisant l'apologie de comportements alimentaires extrêmes associés à la boulimie.
Cette communauté est notamment présente sur Internet, où des sites spécialisés publient des « conseils » destinés aux personnes atteintes ou se croyant atteintes de ce trouble.

## Identification
Les pro-mia portent parfois un bracelet mauve très fin, fait main. Il peut être entremêlé de rouge si la porteuse est également anorexique[réf. souhaitée].